# Emil Schmid (Maler, 1891)

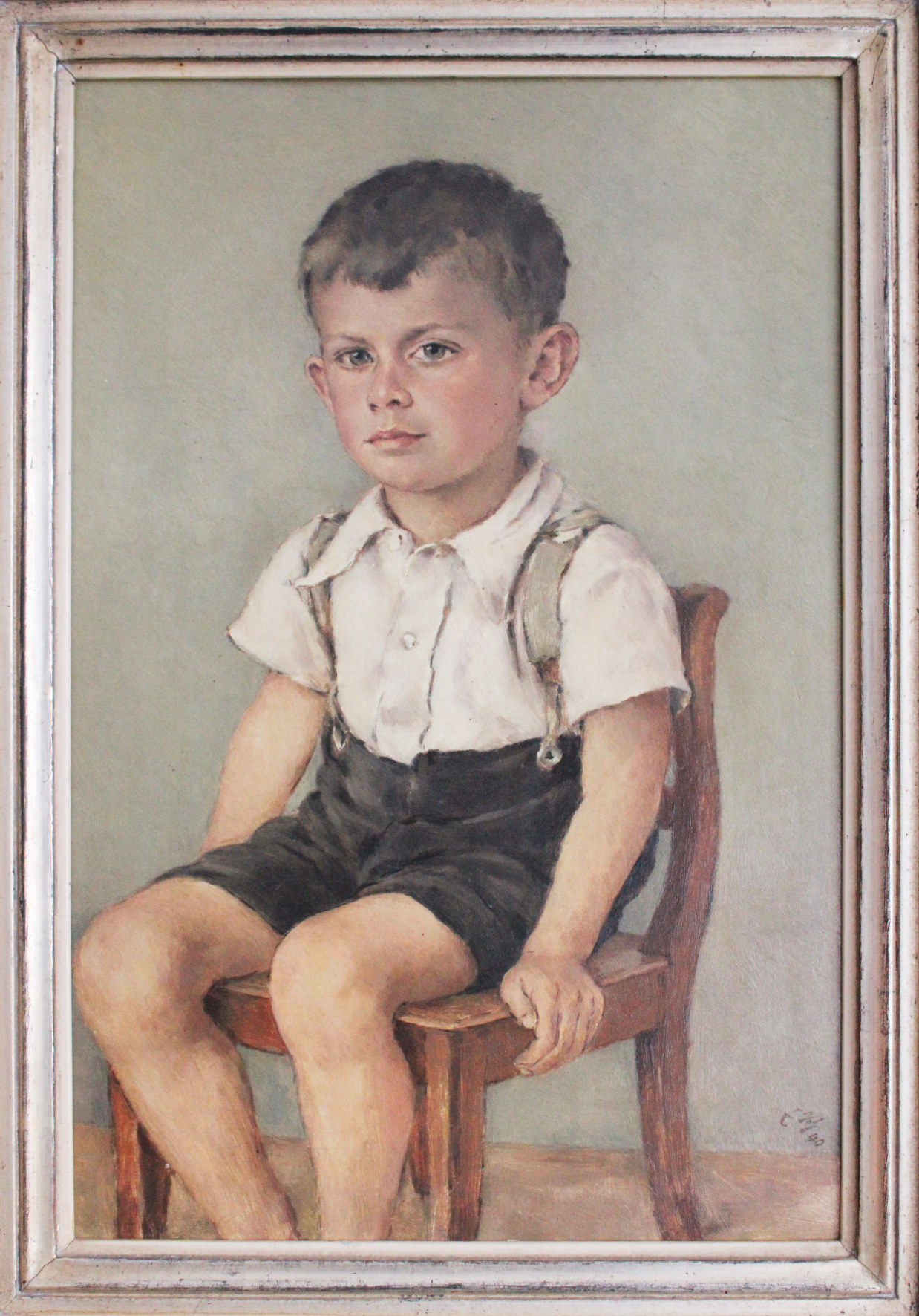
Portrait von Alfred Tobler, 1940 gemalt von Emil Schmid – Bildtitel: Fredy vom Heidentobel – heute Missionar in Afrika

Emil Schmid (geb. 17. Juli 1891 in Heiden, Ausserrhoden; gest. 24. November 1978 daselbst) war ein Schweizer Maler, Porträtist und Radierer. Er lebte den Grossteil seines Wirkens in seiner Appenzeller Heimat.

## Leben
Emil Schmid, Sohn eines Heidener Konditors, erkannte früh sein zeichnerisches und künstlerisches Talent. Um einen Berufsabschluss zu erreichen, ging er von 1907 bis 1911 an das St. Galler Gewerbemuseum, wo er sich zum Stickereizeichner ausbilden liess. Daraufhin ging er auf Rat von Hans Beat Wieland nach München an das private Zeicheninstitut von Hermann Gröber und wurde nach einem Jahr an die Kunstakademie aufgenommen. Wichtigster Lehrer dort war der Professor für Radierkunst Peter Halm, während ihn die dortigen Lehrer «nicht überzeugten» und er vom Impressionismus «seltsam unberührt» blieb.
Zu Beginn des Ersten Weltkriegs kehrte Schmid in seine Heimat zurück und eröffnete ein Atelier. Nach anfänglichen Schwierigkeiten erwarb er sich nach Kriegsende einen Ruf als ausgezeichneter Porträtmaler, der die ausserrhodischen Landammänner und viele Thurgauer Regierungspräsidenten abbildete. 1916 stellte er im Kunsthaus Zürich und gleichen Jahres im Schweizer Kunstverein aus. Er kam wohl mit dem Künstlerkreis um den früher verstorbenen Komponisten Heinrich von Herzogenberg in  Berührung und erwarb 1920 das Haus «Morgenroth» der Berliner Gesangslehrerin Breiderhoff, das er bis zu seinem Tode bewohnte und in dem er 1938 sein Atelier anbaute. Neben den Porträts, darunter zahlreiche Kinderbilder, schuf er ein grosses Werk als Landschaftsmaler und unzählige Radierungen seiner Heimat.